# Marti Leimbach
Marti Leimbach é uma escritora dos Estados Unidos autora de vários romances, incluindo o best-seller internacional Dying Young, adaptado ao cinema num filme protagonizado por Julia Roberts. Nascida em Washington DC, Marti mudou-se para Inglaterra em 1992, onde vive com o seu marido e dois filhos. É professora de Escrita Criativa na Universidade de Oxford.